# Blaberus craniifer
Blaberus craniifer (лат.) — один из видов южноамериканских тараканов сем. Blaberidae рода Блаберус (Blaberus), также известный под названием «мёртвая голова». Видовой эпитет образован от лат. craneo — голова, черепная коробка, так как рисунок на переднеспинке личинок отдалённо напоминает череп.
Длина взрослой особи составляет 60—75 мм (у крупных самок иногда до 80), таким образом, это один из крупных видов. Самки отличаются от самцов срастающимися последними сегментами брюшка с нижней стороны (характерный признак семейства). Живородящи (яйцеживорождение), одна самка приносит 22—30 детёнышей. Оотека инкубируется в зависимости от температуры от 60 до 90 дней, процесс взросления личинок занимает до полугода. Продолжительность жизни имаго — до года.
Этот вид часто разводится в неволе как декоративное и кормовое насекомое, довольно плодовит и сравнительно неприхотлив. Активные подвижные животные, способные к короткому планирующему полёту. Не способны передвигаться по гладким поверхностям. Активно избегают света. Питаются, в основном, листовым опадом.